# ディック・モッタ
ディック・モッタ (John Richard "Dick" Motta, 1931年9月3日 - ) は、アメリカ合衆国のバスケットボールの指導者。ユタ州出身。アメリカ男子プロバスケットボールリーグNBAで5チームでヘッドコーチを務め、NBA通算で、レギュラーシーズンでは1952試合を指揮し、935勝1017敗、プレイオフは126試合56勝70敗。

## 経歴
1968年にプロのコーチキャリアをシカゴ・ブルズのヘッドコーチでスタートし、8シーズン務める中で1971年に最優秀コーチ賞を受賞した。その後、1976年からワシントン・ブレッツで4シーズン、ダラス・マーベリックスで7シーズン、サクラメント・キングスで3シーズン、再びダラス・マーベリックスで2シーズンを務めた後、1996-97シーズンの途中からデンバー・ナゲッツを最後に引退した。
　